# Eurocoelotes gasperinii
Eurocoelotes gasperinii là một loài nhện trong họ Amaurobiidae.
Loài này thuộc chi Eurocoelotes. Eurocoelotes gasperinii được Eugène Simon miêu tả năm 1891.